# Jugoszláv Vasutak

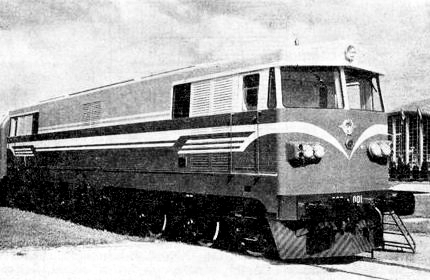
A JŽ 662 sorozata

A Jugoszláv Vasutak – szerbhorvátul Jugoslovenske Železnice ill. Југословенске Железнице (JŽ-ЈЖ) – Jugoszlávia államvasútja volt.

## Története
Az első világháborút követően az Osztrák–Magyar Monarchia felbomlását követően a Szerb–Horvát–Szlovén Királyság területre eső vasútvonalainak üzemeltetésére létrehozták a Szerb-Horvát-Szlovén Királyság Vasutait, szerbhorvát nevén a Železnice Kraljevine Srba, Hrvata i Slovenaca-t (SHS-CXC). Ez a társaság 1929-ben egyesült az 1884 óta Szerbia területén működő Szerb Államvasutakkal (Srpske državne železnice / Српске Државне Железнице (SDŽ-СДЖ)).
A társaság neve 1929–1941 és 1945–1952 között Jugoszláv Államvasutak, azaz Jugoslovenske državne železnice / Југословенске Државне Железнице (JDŽ-ЈДЖ), a köztes időszakban újra Szerb Államvasutak, illetve Horvát Államvasutak (Hrvatske državne železnice (HDŽ)) volt.
1952-ben a társaság új neve Jugoszláv Vasutak (Jugoslovenske Železnice ill. Југословенске Железнице (JŽ-ЈЖ))lett.

A Jugoszláv Vasutak Jugoszlávia 1990-es években bekövetkezett szétesésével, amikor a függetlenné vált délszláv államok államok saját vasúttársaságokat alapítottak, jelentősen összezsugorodott, majd a Szerbia területén maradt vonalak üzemeltetőjének nevét Szerbia Vasutaira (Železnice Srbije / Железнице Србије (ŽS)) változtatták.

## Utódok
| Ország                                                                            | A vasút hivatalos megnevezése                                                                                              | Rövidítés    |
| --------------------------------------------------------------------------------- | --- | ------------ |
| Bosznia-Hercegovina - Bosznia-hercegovinai Föderáció - Boszniai Szerb Köztársaság | Željeznice Bosne i Hercegovine -Željeznice Federacije Bosne i Hercegovine (Szarajevó) -Željeznice Republike Srpske (Doboj) | ŽBH ŽFBH ŽRS |
| Koszovó                                                                           | Hekurudhat e Kosovës/Kosovske Železnice                                                                                    | HK / KŽ      |
| Horvátország                                                                      | Hrvatske željeznice | HŽ           |
| Észak-Macedónia                                                                   | Makedonski železnici | MŽ           |
| Montenegró                                                                        | Željeznica Crne Gore | ŽCG          |
| Szerbia                                                                           | Železnice Srbije | ŽS           |
| Szlovénia                                                                         | Slovenske železnice | SŽ           |

## Járművek
- Jugoszláv mozdonyok
- Jugoszláv motorvonatok